# Carmen Engert
Carmen Engert (ur. 15 lutego 1967) – niemiecka szpadzistka reprezentująca RFN, złota medalistka mistrzostw świata.
Podczas mistrzostw świata w Orleanie w 1988 roku reprezentantki RFN w składzie: Carmen Engert, Eva-Maria Ittner, Sabine Krapf, Renate Riebandt-Kaspar i Ute Schäper zdobyły złoty medal w zawodach drużynowych. Był to jedyny medal wywalczony przez Engert w zawodach tego cyklu.
Nigdy nie wzięła udziału w igrzyskach olimpijskich.